# Jakob Pleskow
Jakob Pleskow (* um 1323 in Visby; † 1. August 1381 in Rostock) war Bürgermeister der Hansestadt Lübeck.

## Leben
Pleskow war Sohn des Wisbyer Ratsherrn Johannes Pleskow und erwarb mit seiner Mutter zusammen 1341 das lübsche Bürgerrecht. Er wurde 1352 Ratsherr und 1364 Bürgermeister der Stadt, die er 1363–1381 auf allen Hansetagen vertrat, auf denen er auch jeweils den Vorsitz innehatte. 1366 war Pleskow auf Bitten von Papst Urban V. zusammen mit dem Ratsherrn Bernhard Oldenborch in Danzig zu Vergleichsverhandlungen zwischen dem Erzbischof von Riga Fromhold von Vifhusen und dem Deutschen Orden in einem Streit über den russischen Handel. Er ist damit der Außenpolitiker Lübecks in der zweiten Hälfte des 14. Jahrhunderts. In die Zeit seines Wirkens fällt die Kölner Konföderation und der Frieden von Stralsund. Gemeinsam mit  Bertram Wulflam aus Stralsund hatte er für die Hanse das große Verdienst, dass sie sich nicht durch die vergangenen Siege berauschen ließen, sondern sich den Kriegstreibern widersetzten, kurzum also jene hansische Klugheit bewiesen, die Festigkeit mit einem tiefen Friedenswillen verbindet.... Er wurde im Altarraum der Lübecker Marienkirche begraben, wo sein Grabstein von Jacob von Melle noch verzeichnet wurde, dann aber verloren ging.
Er war verheiratet mit Herdecke Pleskow († 30. November 1405). Die Tochter des Paares Elisabeth heiratete den Lübecker Ratsherrn Johann Darsow. Sein Enkel Godeke Pleskow wurde ebenfalls Ratsherr in Lübeck.